# Vrtanek
Vrtanek (v prekmurščini Perec) je vrsta prekmurskega belega kruha (prekmursko krüj, kröj, krüh), ki je iz dveh ali treh pramenov testa spleten v kito in zaključen v obiki venca.